# Hold On To Your Dream
Hold On To Your Dream es la cuarta canción del disco 'Dreamspace' de la banda Finlandia de Power metal 'Stratovarius'. Se saco un videoclip oficial el 2 de abril de 1998 en Madrid se realizó un pequeño show de treinta minutos y se filmó la canción en versión acústica. Se publicó en el DVD 'Infinite Visions', que se publicó en el año 2000 como bonus del DVD junto con otros vídeos oficiales de la banda. Originalmente el álbum "Dreamspace" no posee videoclip oficial.  

## Miembros
1. Timo Kotipelto - Voz.
2. Timo Tolkki - Guitarra acústica .

- Datos: Q16575642